# Kayleigh
Kayleigh е песен на британската нео-прогресив рок група „Мерилиън“.
Излиза като първи сингъл от концептуалния албум Misplaced Childhood. Достига до номер две в класациите. Сингълът на Крауд You'll Never Walk Alone застава на първа позиция през лятото на 1985 година, което препречва пътя на Kayleigh нагоре. Песента се домогва до Топ 10 в Ирландия, Норвегия и Франция.
Kayleigh е единственото появяване на групата в Хот 100 на Билборд, като точната позиция е 74-та, през октомври 1985 година.
Тя получава солидно медийно внимание в ОК. Четиридесет и една независими местни радиостанции оценяват песента като първокачествена в своите плейлисти, и тя става най-пускания сингъл по БиБиСи Радио 1. Промоционалният видеоклип е заснет в Берлин – мястото, където е записан Misplaced Childhood – и в него се включва Тамара Нови. Тя е германка, която по-късно се жени за главния вокалист Фиш, и Робърт Мийд, момчето, което е изобразено на обложката на албума и сингъла. Песента е изпълнена на стадион Уембли за 70-ия рожден ден на Нелсън Мандела, като Мидж Юр е на китара, а Фил Колинс е на барабани.
Както всички албуми и сингли на Мерилиън от периода с Фиш, художественото оформление е дело на Марк Уилкинсън. Б-страната, Lady Nina, от международната версия, е издадена като сингъл за промотиране на миниалбума Brief Encounter (1986, САЩ).
Lady Nina е единствената песен на Мерилиън от епохата с Фиш, в която има дръм машина. Американската версия на сингъла използва Heart of Lothian, която е третият и последен сингъл от Misplaced Childhood. Компактдиск версията на сингъла е част от колекционерския бокссет, издаден през юли 2000 година.
|  | Тази страница частично или изцяло представлява превод на страницата Kayleigh в Уикипедия на английски. Оригиналният текст, както и този превод, са защитени от Лиценза „Криейтив Комънс – Признание – Споделяне на споделеното“, а за съдържание, създадено преди юни 2009 година – от Лиценза за свободна документация на ГНУ. Прегледайте историята на редакциите на оригиналната страница, както и на преводната страница, за да видите списъка на съавторите. ВАЖНО: Този шаблон се отнася единствено до авторските права върху съдържанието на статията. Добавянето му не отменя изискването да се посочват конкретни източници на твърденията, които да бъдат благонадеждни. |